# كريل مرن الأقدام
ايفوزي مرن الأقدام أو كريل مرن الأقدام (الاسم العلمي: Nematobrachion flexipes) هو نوع من الحيوانات البحرية يتبع جنس ايفوزي خيطي الغلاصم من فصيلة الايفوزية.